# Milada Horáková

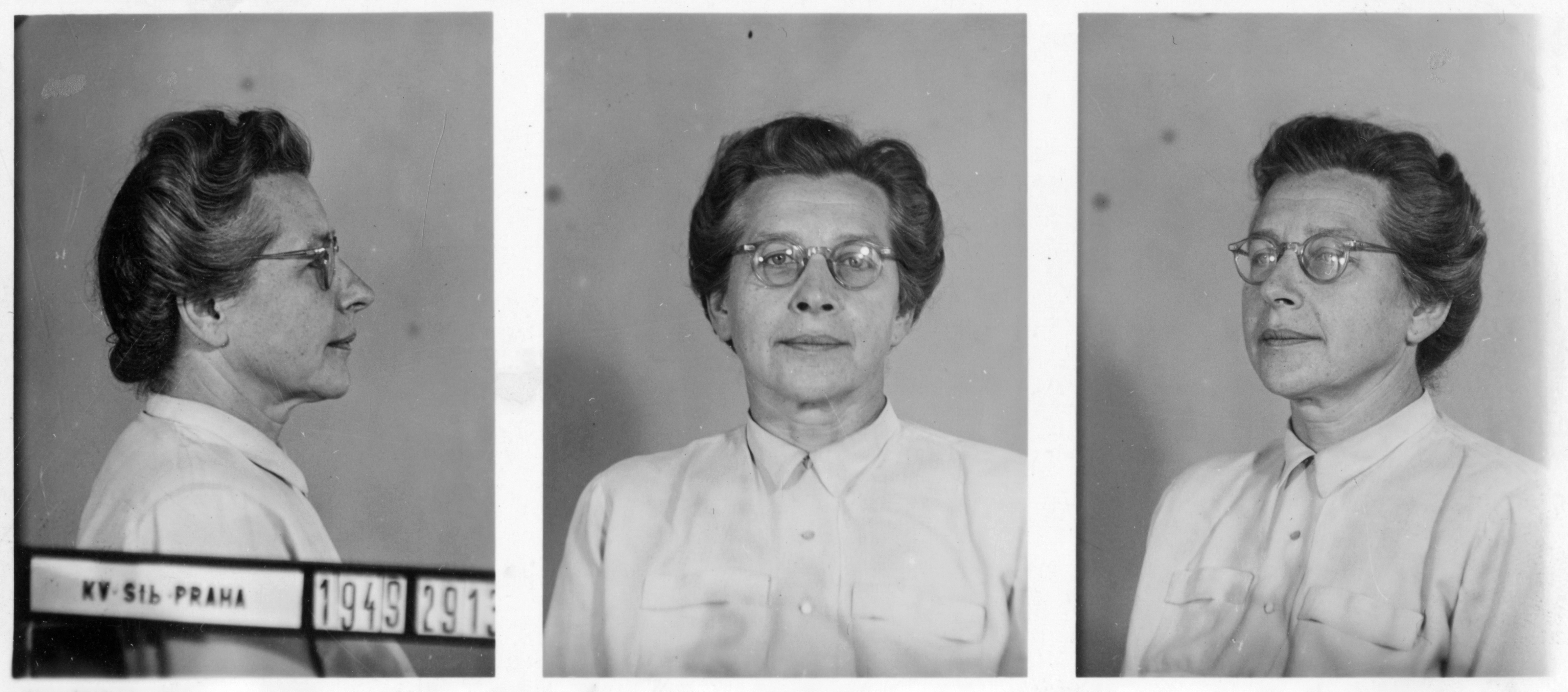
Milada Horáková po aresztowaniu przez Státní bezpečnost 1949

Milada Horáková, z domu Králová (ur. 25 grudnia 1901 w Pradze, zm. 27 czerwca 1950 tamże) – czeska polityk, członkini Partii Narodowo-Socjalistycznej, deputowana.

## Życiorys

### Przed II wojną światową
W 1926 roku ukończyła studia prawnicze na Uniwersytecie Karola w Pradze. Wyszła za mąż za Bohuslava Horáka, z którym miała córkę, Janę. Pracowała w praskim magistracie. Była członkiem Czeskiej Partii Narodowo-Społecznej. Z Františką Plamínkovą pracowała w Narodowej Radzie Kobiet.

### Okres II wojny światowej
W czasie II wojny światowej uczestniczyła w ruchu oporu i została aresztowana przez Gestapo. Była więziona w obozie koncentracyjnym w Terezinie. Po procesie w 1944 roku została skazana na 8 lat więzienia i wywieziona do Monachium. Tam doczekała końca II wojny światowej, po czym wróciła do Pragi.

### Po wojnie
W 1946 roku została wybrana do Zgromadzenia Narodowego z Czeskich Budziejowic. Gdy w lutym 1948 roku do władzy doszli komuniści, w ramach protestu złożyła mandat poselski stawiając się w opozycji wobec reżimu komunistycznego. Została aresztowana 27 września 1949 roku.
W procesie pokazowym, który rozpoczął się 1 czerwca 1950 roku, przed sądem stanęło wraz z nią 11 osób. Cztery osoby skazano na karę śmierci. Wśród nich Horákovą, pod sfingowanymi zarzutami spisku i szpiegostwa. Cztery inne osoby skazano na dożywocie. Nie złożyła do prezydenta prośby o ułaskawienie. Pomimo prośby rodziny, prezydent nie skorzystał z prawa łaski.

### Śmierć
27 czerwca 1950 roku została powieszona, pomimo protestów znanych osobistości (o łaskę do prezydenta Klementa Gottwalda apelowali m.in. Albert Einstein, Winston Churchill i Eleanor Roosevelt). Na moment przed śmiercią wygłosiła słowa „Niech żyje Czechosłowacja Masaryka i Beneša!”. Wyrok wykonano w praskim więzieniu Pankrác. Tym samym stała się jedyną kobietą, która padła ofiarą mordu sądowego w okresie stalinizmu w Czechosłowacji.

### Przywrócenie godności
W 1968 roku wyrok unieważniono, a w 1990 roku została zrehabilitowana.

## Upamiętnienie
Miladę Horákovą upamiętniono nadając jej imię jednej z głównych ulic Pragi, pośmiertnie przyznano jej także ordery:
- W 1991 roku Václav Havel odznaczył ją Orderem Tomáša Garrigue Masaryka I Klasy[1][6][7].
- W 2020 roku została odznaczona słowackim Orderem Podwójnego Białego Krzyża I klasy[8].

Gruntując pamięć o niej, oraz o innych ofiarach represji komunistycznych, ustanowiono dzień jej śmierci (27 czerwca) Dniem Pamięci Ofiar Reżimu Komunistycznego.